# Shuto Tanaka
Shuto Tanaka (田中 秀人 Tanaka Shuto?), född 8 november 1985 i Tokyo prefektur, är en japansk fotbollsspelare.
Tanaka började sin karriär 2009 i FC Gifu. Han spelade 197 ligamatcher för klubben. 2015 flyttade han till Kagoshima United FC.